# Christmas Island (Tasmanien)
Christmas Island är en ö i Australien. Den ligger i delstaten Tasmanien, i den sydöstra delen av landet, omkring 460 kilometer nordväst om delstatshuvudstaden Hobart. Arean är 0,63 kvadratkilometer.
Trakten runt Christmas Island är nära nog obefolkad, med mindre än två invånare per kvadratkilometer. Genomsnittlig årsnederbörd är 1 185 millimeter. Den regnigaste månaden är augusti, med i genomsnitt 176 mm nederbörd, och den torraste är februari, med 28 mm nederbörd.